# Liogenys elegans
Liogenys elegans är en skalbaggsart som beskrevs av Nonfried 1891. Liogenys elegans ingår i släktet Liogenys och familjen Melolonthidae. Inga underarter finns listade i Catalogue of Life.